# Cligès
Cliches fue el segundo relato de Chrétien de Troyes. Aunque no existe una fecha definitiva, lo más probable es que fuera compuesto entre 1174 y 1176.
Cligès ocupa un lugar particular en la obra de Chrétien pues ofrece una serie de rasgos que lo diferencian del resto de su producción. Aunque aparecen el rey Arturo y otros personajes del ciclo artúrico, con los que los protagonistas tienen contacto, éstos sin embargo habitan en el mundo griego y bizantino, lo que añade a la historia un matiz oriental y exótico que la hace diferente de otras obras de Chrétien de Troyes.
La obra ha sido también analizada desde el punto de vista simbólico, pues la protagonista es identificada con el ave Fénix: “La joven se llamaba Fenice y no sin razón, pues si el ave fénix es la más bella de todas y no puede haber más que una, así me parece que sucede con Fenice" (p. 114). El Fénix era un símbolo de Jesucristo, ya que se inmolaba para después resucitar; de la misma manera, Fenice padece tormentos físicos, muere (aparentemente) y vuelve después a la vida.

## Aires de realidad
En Cligès no existen episodios maravillosos o mágicos, el filtro que bebe Alís, hermano de Alejandro, tiene incluso un tratamiento mucho más científico que mágico. La historia de Cligès se desarrolla en el mundo político y geográfico de la época. Los acontecimientos históricos narrados en ella son tan claros que muchos han intentado fechar la novela a partir de estos. Cligès no es un roman histórico, aunque la trama y los personajes sean ficticios, es posible adivinar algunas figuras históricas en él de vez en cuando.

## Cligès contra Tristán
Se ha destacado a menudo que Cligès fue una obra creada por Chrétien de Troyes como respuesta a la historia de Tristán, ya que estaba en desacuerdo con la defensa que ésta hacía del amor adúltero y antisocial (especialmente en la versión de Tomás de Inglaterra). Chrétien repite muchos detalles de la historia de Tristán, y pone a los protagonistas en la misma situación, pero quiere reconvertir la pasión destructiva en amor cortés, en el sentido en que era entendido por el autor: si el amor cortés es en su origen enemigo del matrimonio, Chrétien sólo lo acepta cuando no atenta contra las normas sociales; es amor cortés en el sentido de que necesita pasar por pruebas para ser merecido, y de que los amantes le sirven voluntariamente, al contrario que el amor artificial provocado por un filtro mágico en la historia de Tristán. No es tampoco un amor adúltero, pues la protagonista Fenice se niega a compartir su cuerpo con dos hombres: “Preferiría ser descuartizada antes de que se recordara por nosotros dos el amor de Iseo y de Tristán” (p. 123). Aunque Chrétien tiene que salvar la situación con varios trucos, como el filtro del emperador Alís o la falsa muerte de Fenice, que permiten a los amantes mantener las apariencias aunque acaben siendo considerados realmente adúlteros. Sin embargo, como un nuevo reverso de Tristán e Isolda, la pareja acaba felizmente casada.
Para Georges Duby, tanto Fenice como el otro personaje femenino, la madre de Cligés, Soredamor, son ejemplos de la nueva moralidad impuesta a los desvaríos del amor cortés, ya que ambas anteponen la obligación a la pasión, y guardan las formas para no escandalizar a la sociedad y reconducir sus sentimientos hacia el matrimonio. Como aconseja la reina Ginebra a Alejandro y Soredamor al unir a la pareja: “Os aconsejo que no deseéis ahora la pasión ni el deseo de Amor. Estad juntos a través del matrimonio y con todo honor” (p. 106).